# Theodor Körner (tekstdichter)
Karl Theodor Körner (Dresden, 23 september 1791 - Gadebusch, 26 augustus 1813) was een Duits dichter en soldaat.

## Biografie
Hij werd het eerste voorbeeld van wat men een ‘nationale dichter’ kan noemen – de jonge Romantische dichter die, in een kort leven, zijn inspiratie haalt uit de liefde voor het vaderland en zijn verlangen het te zien. Dit komt overal voor in de 19e eeuw en vormt hét voorbeeld van politiek Romantisme (niet alleen politiek geïnspireerd door Romantici, maar ook andersom). Uiteindelijk bereikt de retoriek van de Romantische intellectuelen haar doel. Hij stierf in 1813 bij de Slag bij Leipzig. Hij werd, nabij het graf van enkele van zijn familieleden,  onder een later naar hem genoemde eik te Wöbbelin begraven.

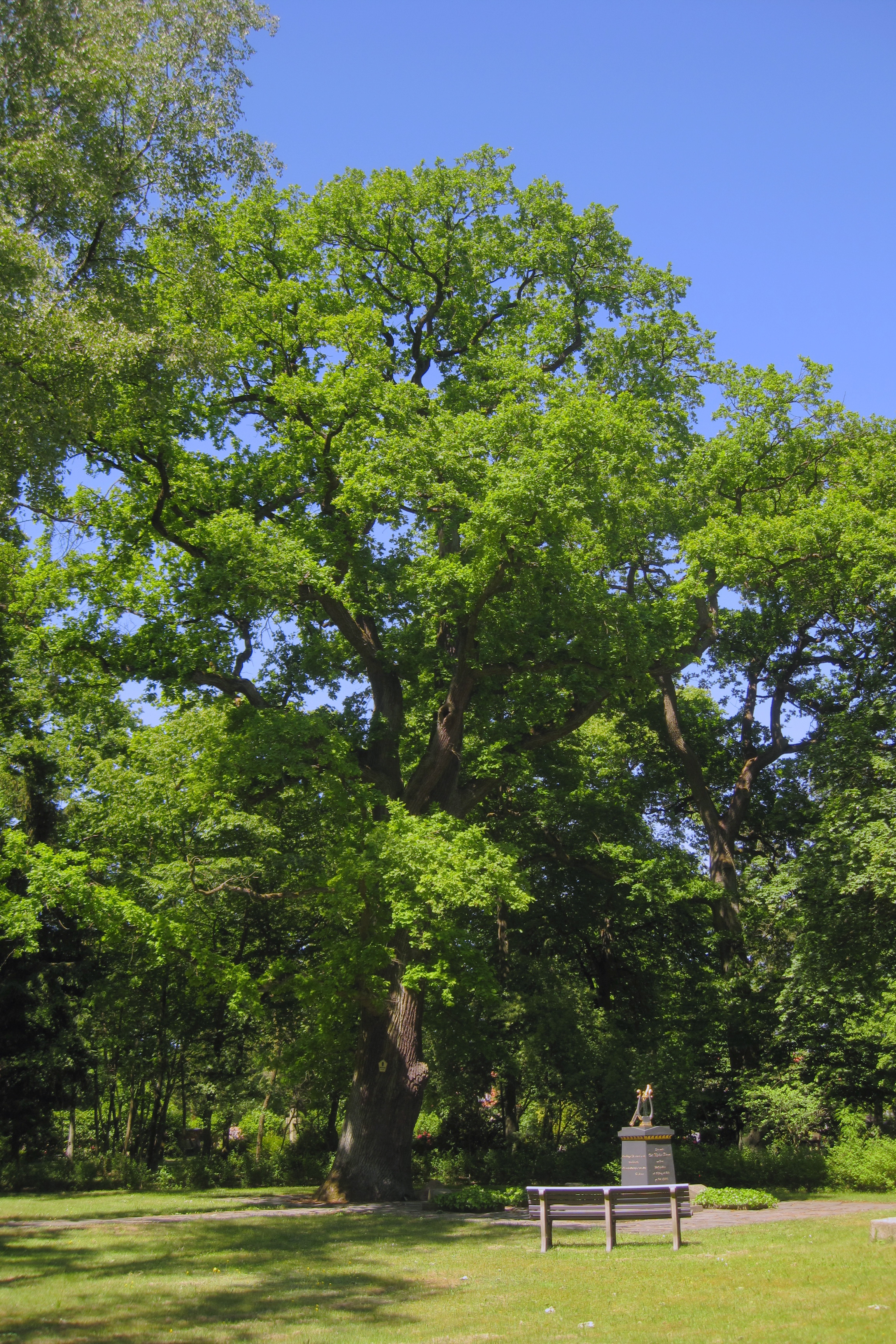
Wöbbelin: Theodor-Korner-eik met grafmonument

In het begin van de 20e eeuw werden in Berlijn werken van Körner heruitgegeven door Augusta Weldler-Steinberg.
- Bibsys: 90051493
- Biblioteca Nacional de España: XX1332188
- Bibliothèque nationale de France: cb12125148h (data)
- Catàleg d'autoritats de noms i títols de Catalunya: 981058522721106706
- CiNii: DA05125488
- Digitale Bibliotheek voor de Nederlandse Letteren: korn012
- Gemeinsame Normdatei: 118713507
- International Standard Name Identifier: 0000 0001 1026 6804
- Library of Congress Control Number: n84045242
- Nationale Bibliotheek van Letland: 000138141
- MusicBrainz: bd94d7f4-166a-47c9-a16c-34e8096e802b
- Bibliotheek van het Japanse parlement: 00550186
- Nationale Bibliotheek van Tsjechië: jn20021203005
- Nationale bibliotheek van Australië: 35283942
- Nationale Bibliotheek van Israël: 987007264012805171
- Nationale Bibliotheek van Polen: a0000001822011
- Nationale en Universitaire bibliotheek Zagreb: 000045280
- Nederlandse Thesaurus van Auteursnamen: 068868650
- Réseau des bibliothèques de Suisse occidentale: 02-A016675863
- Istituto Centrale per il Catalogo Unico: IEIV012147
- LIBRIS: 284839
- SNAC: w6k93kqs
- Système universitaire de documentation: 029679036
- Trove: 896959
- Virtual International Authority File: 51723180
- WorldCat: E39PBJmP6rYmvpcqk33GpGtYfq